# September Dawn
September Dawn är ett kanadensisk western-drama från 2007 i regi av Christopher Cain med Jon Voight, Trent Ford och Tamara Hope i huvudrollerna. Filmen, som släpptes direkt på DVD i Sverige, hade premiär den 11 februari 2009 och är baserad på den verkliga händelsen Mountain Meadows-massakern.

## Handling
Sent på sommaren år 1857 kommer det en grupp hästuppfödande emigranter på väg till Kalifornien fram till ett mormonsamhälle i Utahs territorium för att vila upp sig själva och hästarna inför fortsättningen på sin resa västerut. Biskopen i samhället, Jacob Samuelson, ger emigranterna två veckors fri vistelse innan de måste ge sig av igen. Men kyrkan i det lilla samhället lever efter sina egna lagar och regler och misstror varenda främling som kommer dit. Biskopen ber sin son Jonathan att hålla koll på vad gruppen håller på med medan han kollar upp de. Jonathan blir snabbt förälskad i den unga vackra kvinnan Emily Hudson från lägret och måste göra allt han kan för att ingen i hans eget samhälle ska få reda på deras förhållande. Men när den 11 september kommer har hatet i samhället vuxit sig så pass stort att invånarna anser att man måste göra nånting åt emigranterna en gång för alla...

## Om filmen
Filmen är inspelad i Augustina Farms i Alberta.

## Rollista (urval)
- Terence Stamp - Brigham Young
- Trent Ford - Jonathan Samuelson
- Jon Gries - John D. Lee
- Lolita Davidovich - Nancy Dunlap
- Jon Voight - Jacob Samuelson
- Taylor Handley - Micah Samuelson
- Daniel Libman - Grant Hudson
- Tamara Hope - Emily Hudson
- Dean Cain - Joseph Smith
- David Trimble - Dr. Willard Richards